# Kahlenbergbahn (St. Ingbert)

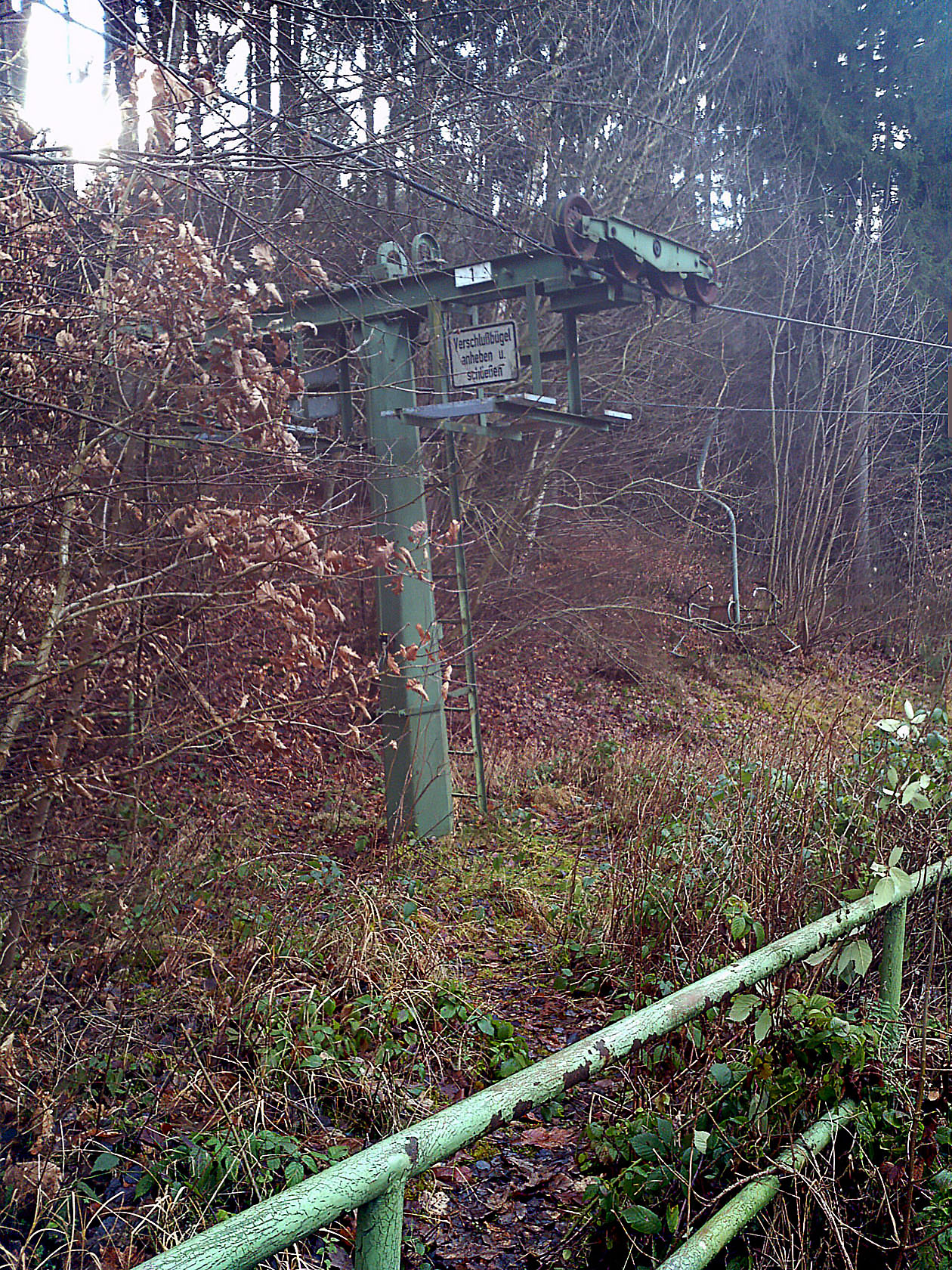
Mast 1 nahe Talstation mit pendelndem Sessel

Die Kahlenbergbahn war eine Sesselbahn, die die Talstation zwischen Rohrbach und Hassel, beides Stadtteile des saarländischen St. Ingbert, mit der etwa 350 Meter hohen Bergstation am Kahlenberg auf dessen Nordostflanke verband. Nach 22 Jahren Betriebstätigkeit wurde die Anlage 1995 nicht weiter betrieben und ist inzwischen vollständig zurückgebaut.

## Geschichte
Die Intention zur Errichtung der Seilbahn war verschiedenen Interessen geschuldet. Der Pfälzerwald-Verein (PWV), Ortsverein Rohrbach, unterhält seit 1957 die Kahlenberghütte, eine Ausflugsgaststätte und Wanderhütte, die seitdem noch erweitert worden ist. Diese Hütte gehörte zuvor der in Rohrbach ansässigen Firma Pohlig-Heckel-Bleichert (PHB), im Volksmund kurz Heckel genannt, die dem Bau der BAB 6 weichen musste, da sie sich auf der zukünftigen Trasse befand. Das Firmengelände von PHB reichte bis an den Hang des Kahlenberges, also in unmittelbare Nähe der Talstation. Die Firma PHB dürfte ebenfalls Interesse an einer Seilbahn gehabt haben, stand doch so eine Referenzanlage unmittelbar „vor ihrer Haustür“. Die Gesellschaft für Förderanlagen Ernst Heckel, die später in PHB aufging, war als Gießerei ein wichtiger Arbeitgeber der Ortschaft und durch ihre alljährlichen Waldfeste legendär im „Freizeit-Bewußtsein“ der Bürger: Unterhalb des Kahlenbergs, also nah an der Talstation der späteren Seilbahn, fanden sie auf einem großen Freigelände statt, das mit dem Bau der Autobahn trassiert wurde.
Initiator war aber der PWV, der sich durch eine solche Bahn eine Attraktivitätssteigerung erhoffte und dabei von der Stadt St. Ingbert unterstützt wurde. Im Wettbewerb mit den Nachbarstädten hatte die Mittelstadt Nachholbedarf. Die Konstruktion fällt in die Zeit der Gebiets- und Verwaltungsreform 1974, bei der Kompetenzen und Aufgaben an Nachbarregionen, mit denen St. Ingbert im Wettbewerb stand, abgegeben werden mussten.
Die Anlage war zum Selbstkostenpreis der Firma Pohlig-Heckel-Bleichert (PHB) an die Stadt St. Ingbert verkauft worden. Bei der Errichtung der Anlage halfen neben dem städtischen Bauhof viele örtliche Vereine und Soldaten der ABC-Abwehrkompanie Zweibrücken, die mit St. Ingbert eine Partnerschaft hatte. PHB war spezialisiert auf Seilzüge und Seilbahnen, zu denen auch solch bekannte Projekte wie die Seilbahn auf den Zuckerhut gehörten. Im Saarland wurden neben der Kahlenbergbahn noch die Seilbahn auf den Peterberg – Betrieb von 1974 bis 2002 – und die Seilbahn im Deutsch-Französischen Garten gebaut, die einzige der drei, die noch in Betrieb ist.
Zu dieser Seilbahn gab es einen Vorgängerbau, der allerdings zur Materialbeförderung benutzt worden war.

## Lage und Daten
| Widerlager Bergstation Kahlenbergbahn |                               |
| Standort:                             | St. Ingbert                   |
| Bauart:                               | Sessellift                    |
| Baujahr:                              | 1973                          |
| Berg:                                 | Kahlenberg                    |
| Höhendifferenz:                       | 75 m                          |
| Streckenlänge:                        | 500 m                         |
| Anzahl der Stützen:                   | 8 Stk.                        |
| Hersteller:                           | Pohlig-Heckel-Bleichert (PHB) |

Der Kahlenberg gehört zum am weitesten vorgelagerten Teil des Pfälzisch-Saarländischen Muschelkalkgebietes, dem sich weiter nördlich das Saar-Nahe-Bergland anschließt. Der hier anstehende Sandstein wurde bis ins 20. Jahrhundert vielfach als Baumaterial benutzt, was Steinbrüche auf und am Kahlenberg beweisen. Die Steine wurden zeitweise auch mit einer Seilbahn vom Kahlenberg nach unten transportiert. Heute sind von dieser Anlage keine Spuren mehr vorhanden.
Die ehemalige Talstation ist von der L 241 unmittelbar auf der Gemeindegrenze zwischen Rohrbach und dem südlicheren Hassel (Standort) aus zugänglich. Der untere Teil der Strecke war gut von der A 6 zu sehen, insbesondere, da sie unmittelbar am Rastplatz Am Kahlenberg vorbeiführte. Die Streckenführung durch den Wald ging schnurgerade, ständig bergan bis kurz unterhalb der Kahlenberghütte vom PWV. Die Streckenlänge betrug (Luftlinie) ca. 500 m und war damit die kürzeste der drei saarländischen PHB-Seilbahnen. Der Höhenunterschied zur Bergstation lag bei 75 Metern.
Die Konstruktionsweise war eine „Einseilbahn mit auskuppelbaren Sesseln“, der Durchmesser des Stahlseiles betrug 20 mm, die Fahrt-Geschwindigkeit war auf 2,2 m/s begrenzt.

## Baulicher Zustand
Die ehemalige Schneise ist auf Satellitenfotos noch gut zu sehen, inzwischen aber durch junge Bäume weitgehend zugewachsen. Kurz vor dem Rückbau der Bahn machten die Masten und die beiden Stationen nach äußerlichem Anschein einen stabilen Eindruck, auch das Maschinenhaus an der Talstation sah bis auf einige Graffiti passabel aus. Die Holzbohlen der Plattform an der Bergstation (Standort) waren verfault. Das Trageseil war an mindestens zwei Masten durch herabfallende Äste von den Führungsrollen gesprungen. Die Sessel waren unvollständig und verrottet, die elektrische Installation durch Umwelteinflüsse und Vandalismus völlig zerstört.